# Яблонка-Сьверчево
Яблонка-Сьверчево (пол. Jabłonka-Świerczewo) — село в Польщі, у гміні Високе-Мазовецьке Високомазовецького повіту Підляського воєводства.
Населення — 174 особи (2011).
У 1975-1998 роках село належало до Ломжинського воєводства.

## Демографія
Демографічна структура станом на 31 березня 2011 року:
|          | Загалом | Допрацездатний вік | Працездатний вік | Постпрацездатний вік |
| -------- | ------- | ------------------ | ---------------- | -------------------- |
| Чоловіки | 77      | 13                 | 53               | 11                   |
| Жінки    | 97      | 26                 | 54               | 17                   |
| Разом    | 174     | 39                 | 107              | 28                   |